# نافيسويلاس
بلدية نافيسويلاس (بالإسبانية: Navezuelas)‏، هي بلدية تقع في مقاطعة قصرش والتي تقع في منطقة إكستريمادورا، غرب إسبانيا.
يبلغ عدد سكانها 708 نسمة وفقاً لإحصائية سنة (2002).